# Ectropis obsoleta
Ectropis obsoleta är en fjärilsart som beskrevs av Barend J. Lempke 1952. Ectropis obsoleta ingår i släktet Ectropis och familjen mätare. Inga underarter finns listade i Catalogue of Life.